# Montlaur (Aveyron)
Montlaur település Franciaországban, Aveyron megyében. Lakosainak száma 660 fő (2022. január 1.). Montlaur Belmont-sur-Rance, Camarès, Gissac, Mounes-Prohencoux, Rebourguil és Vabres-l’Abbaye községekkel határos.

## Népesség
A település népessége az elmúlt években az alábbi módon változott:
| Lakosok száma | 657  | 557  | 556  | 667  | 633  | 630  | 626  | 619  | 633  | 660  |
|               | 1968 | 1982 | 1990 | 2006 | 2013 | 2015 | 2017 | 2019 | 2020 | 2022 |